# Hwang Jini
Hwang Jini (hangul : 황진이, hanja : 黃眞伊, 1506(?) - 1560(?)) est une gisaeng qui a vécu au début du XVIe siècle en Corée. Également connue sous le nom de Myeongwol (lune éclatante, 명월 ; 明月), elle est surtout célèbre pour sa poésie et pour sa maîtrise du geomungo. Elle serait née dans une famille noble de Kaesong, fille d'une épouse secondaire.
Sa vie est essentiellement connue à travers des anecdotes, telles que celle de son amour pour l'écrivain Seo Gyeong-deok et sa conquête du moine bouddhiste Jijok. Elle a passé sa vie à voyager à travers la Corée et est morte entre 40 et 60 ans. 
Elle a écrit des sijos de trois lignes en coréen suivant la tradition, certains célébrant sa ville natale. Huit poèmes en chinois classique ont aussi été conservés. Elle a créé l'expression « les trois splendeurs de la capitale des pins » pour désigner l'érudit confucéen Seo Hwadam, les cascades de Pakyon et sa propre personne.
À partir du XXe siècle, sa vie est l'objet de nombreux films et romans.

## Œuvres
- Réminiscence de Manwoldae (Manwoldae était le palais du royaume de Goryeo dont Kaesong avait été la capitale)
- La Cascade de Pakyon
- La Première Lune

## Postérité
Le cratère vénusien Hwangcini a été nommé en son honneur .